# Weird Loners
Weird Loners est une série télévisée américaine en six épisodes de 22 minutes créée par Michael J. Weithorn et diffusée entre le 31 mars et le 5 mai 2015 sur le réseau FOX et en simultané sur Citytv au Canada.
Cette série est inédite dans tous les pays francophones.

## Distribution

### Acteurs principaux
- Becki Newton : Caryn Goldfarb
- Zachary Knighton : Stosh Lewandowski
- Nate Torrence : Eric Lewandowski
- Meera Rohit Kumbhani : Zara Sandhu

### Invités
- Catherine Petra Villalobos : Darla (6 épisodes)
- David Wain : Howard (épisodes 1 et 2)
- Susie Essman : Evelyn Goldfarb (épisodes 1 et 2)
- Shari Albert : Susan Quinlan (épisodes 1 et 3)
- Tim Kang : Adam (épisode 1)
- Jessica Lu (en) : Molly (épisode 1)
- Carmine Caridi : Melvin (épisode 1)
- Logan Paul : Logan Twins (épisode 1)
- Renée Taylor : Nana (épisode 2)
- Rebecca Drysdale : Toll Taker Miranda (épisode 3)
- Willie Garson : Carl (épisode 4)
- Richard Erdman : Carl's Grandfather (épisode 4)
- Jennifer Marsala : Annette (épisode 4)
- Tohoru Masamune : Kenneth (épisode 4)
- Katie Aselton : April (épisode 6)

## Production

### Développement
Le 23 janvier 2014, Fox a officiellement commandé une première saison de six épisodes sans passer par la case pilote,.
Le 20 novembre 2014, Fox annonce la date de diffusion de la série au 31 mars 2015,.
Lors du dévoilement de la programmation 2015-2016 de Fox en mai 2015, la série est annulée.

### Casting
En février 2014, les rôles ont été attribués dans cet ordre : Zachary Knighton, Nate Torrence, Becki Newton, Meera Rohit Kumbhani.
Parmi les autres acteurs récurrents et invités de la saison : Willie Garson dans le rôle de Carl, et Katie Aselton qui va camper le rôle d'April.

## Épisodes
| № | Titre                                   | Réalisation      | Scénario                                | Première diffusion | Code de prod. | Audience (millions) |
| - | --------------------------------------- | ---------------- | --------------------------------------- | ------------------ | ------------- | ------------------- |
| 1 | Weird Pilot                             | Jake Kasdan      | Michael J. Weithorn                     | 31 mars 2015       | 1AXS01        | 1,89                |
| 2 | Weird Dance                             | Jake Kasdan      | Michael J. Weithorn                     | 7 avril 2015       | 1AXS02        | 1,71                |
| 3 | Weirded Out                             | Bill Purple      | David Litt et Michael J. Weithorn       | 14 avril 2015      | 1AXS05        | 1,39                |
| 4 | Weird Knight                            | Reginald Hudlin  | David Litt et Michael J. Weithorn       | 21 avril 2015      | 1AXS04        | 1,21                |
| 5 | The Weirdfather                         | Christine Gernon | Michael J. Weithorn et Danielle Uhlarik | 28 avril 2015      | 1AXS03        | 1,42                |
| 6 | We're Here. We're Weird. Get Used To Us | Robert Cohen     | Rebecca Drysdale et Laura Valdivia (af) | 5 mai 2015         | 1AXS06        | 1,55                |

## Audiences

### Aux États-Unis
Le mardi 31 mars 2015, l'épisode pilote s'effectue devant 1,89 million de téléspectateurs avec un taux de 0,7 % sur les 18/49 ans, qui est la cible fétiche des annonceurs, soit un lancement catastrophique pour un grand network.